# Ng Mui

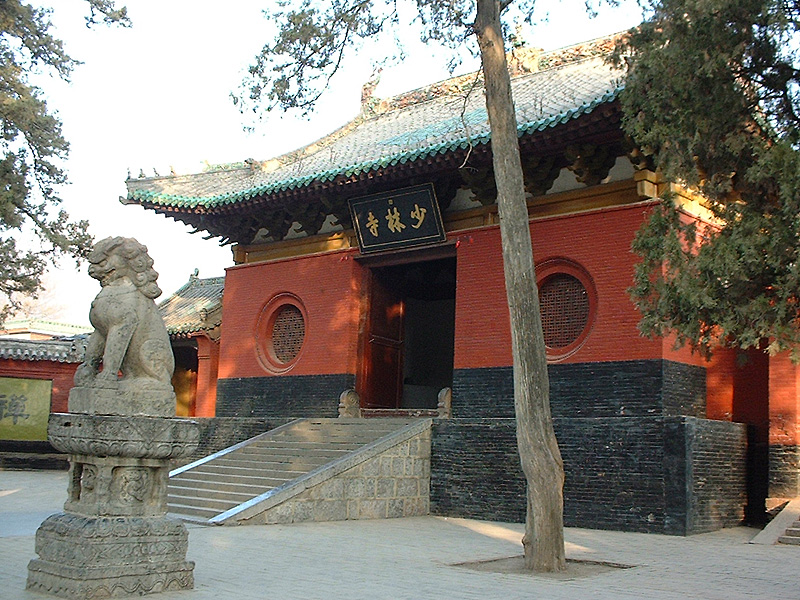
L'iscrizione sul portone del Tempio di Shaolin è stata scritta dallo stesso imperatore Kangxi.

Ng Mui (Cinese: t 伍枚, p Wú Méi; Cantonese: Ng5 Mui4) è considerata una dei Cinque Anziani sopravvissuti alla distruzione del Tempio di Shaolin da parte della dinastia Qing.
Si dice che sia stata maestra di diverse arti marziali incluso lo Shaolinquan, il Taijiquan stile Wudang, il Ng Ying Kung Fu (五形功夫) e il Yuejiaquan (岳家拳). Inoltre le si accredita la fondazione dello Wǔ Méi Pài (五枚派) stile Ng Mui, del Wing Chun, dello Stile del Drago del Sud, della Gru Bianca (白鶴拳) e dei Hung Kuen dei Cinque Schemi (五形洪拳).
È stata associata a diverse località, incluso il Tempio di Shaolin sia in quello del sud nel Fujian che in quello del  nord nell'Henan, i Monti Wudang nell'Hubei, il Monte Emei nel Sichuan, un probabile Tempio della Gru Bianca tra le Montagne Daliang al confine tra il Sichuan e lo Yunnan, e altre localita nel Guangxi e nel Guangdong. Secondo le leggende, era la figlia di un generale della Dinastia Ming.

## Wing Chun
Secondo il maestro di Wing Chun, Yip Man, Ng Mui viveva e studiava nel Tempio di Shaolin nell'Henan; riuscì a sopravvivere alla distruzione del tempio voluta da l'imperatore Kangxi (1662–1722) della dinastia Qing.
Si rifugiò nel Tempio della Gru Bianca situato sui monti Daliang tra lo Yunnan e il Sichuan dove incontrò una ragazzina di quindici anni di nome Yim Wing-chun che un bandito stava cercando di costringerla a sposarlo. Ng Mui insegnò a Wing-chun come difendersi utilizzando le arti di Shaolin concentrandosi sulla velocità e con il minor sforzo possibile.

## Hung Kuen dei Cinque Schemi
(Leung Ting, Five-Pattern Hung Kuen, Part I. (1980))

## Stile del Drago del Sud
Gli storici del moderno stile del Drago riferiscono che la monaca Shaolin Ng Mui, la quale si dice abbia originato lo Stile del Drago del Sud, fu uno degli ultimi membri del tempio prima della sua distruzione nel 1570 (Chow & Spangler, 1982).
L'istituto Shaolin Gung Fu del Pacifico nord-occidentale concorda con la data del 1570 per la distruzione del tempio e afferma esplicitamente che lo stile del drago fu creato nel Tempio di Shaolin nell'Henan circa nel 1565.

## Wǔ Méi Pài
Secondo la tradizione del Wǔ Méi Pài, Ng Mui, figlia di un generale della Dinastia Ming, sviluppò e praticò questo stile nella Città Proibita. Per sviluppare l'equilibrio e la forza delle gambe si allevana su pali in posizione verticale secondo uno schema da lei inventato. Ng Mei si trovava in viaggio quando i suoi genitori vennero uccisi quando i Manciù conquistarono la capitale Ming. Trovò rifugio presso il Tempio della Gru Bianca, che la leggenda colloca nella Provincia di Guangxi e divenne una ribelle anti-Qin insegnando il suo stile solamente all'interno del Tempio. Lo stile usa reazioni istantanee e movimenti lenti, come insegnato da Bodhidharma e nel Qigong.

## Gru Bianca
Secondo la genealogia della Gru Bianca Tibetana, "Ng Mui" sarebbe il nome cinese del monaco tibetano Jikboloktoto, quale ultima generazione di trasmissione prima di Sing Lung, che portò l'arte nel Guangdong. Questo racconto è molto diverso dagli altri, dove Ng Mui non è una donna ma bensì un uomo, l'assenza della minaccia Manchu da cui fuggire, ed infine, la data del trasferimento di Sing Lung nel Guangdong nel 1865.

## Influenze nella cultura di massa
Attorno alla figura di Ng Mui sono ispirati alcuni film:
- Wing Chun, film con Michelle Yeoh del 1994; dove la figura del maestro del protagonista è basata sulla leggenda di Ng Mui;
- Kung Fu Wing Chun, film del 2010 che racconta le origini del Wing Chun [6], Ng Mui è interpretata da Kara Hui.